# Przewodówka
Przewodówka – rzeka, prawy dopływ Pełty o długości 30,3 km i powierzchni zlewni 147,52 km². 
Rzeka płynie przez Nizinę Północnomazowiecką, w województwie mazowieckim. Przepływa m.in. przez Gromin, do Pełty uchodzi w Kleszewie.
W Moszynie podczas badań archeologicznych przy Przewodówce znaleziono trzy denary rzymskie m.in. denar Domicjana.